# Лактионов, Никита Денисович
Никита Денисович Лактионов (21 ноября 2000, Сувон, Республика Корея) — российский футболист, полузащитник.

## Биография
Сын футболиста Дениса Лактионова.
Профессиональную карьеру начал в 2019 году в составе клуба «Родина» в ФНЛ-2.
7 августа 2021 года перешёл в казахстанский клуб «Актобе». 18 сентября 2021 года в матче против клуба «Астана» дебютировал в чемпионете Казахстана, выйдя на замену на 46-й минуте вместо Дмитрия Коркишко.
В феврале 2023 года подписал контракт с клубом «Женис».

## Клубная статистика
| Игровая карьера | Игровая карьера | Игровая карьера | Лига | Лига | Кубок | Кубок | Межд. | Межд. | СК | СК |
| --------------- | --------------- | --------------- | ---- | ---- | ----- | ----- | ----- | ----- | -- | -- |
| 2019/20         | Родина          | В               | 10   | 1    | —     | —     | —     | —     | —  | —  |
| 2020/21         | Родина          | В               | 10   | 0    | 5     | 0     | —     | —     | —  | —  |
| 2021            | Актобе          | А               | 1    | 0    | 2     | 0     | —     | —     | —  | —  |
| 2023            | Женис           | Б               | 12   | 2    | 2     | 0     | —     | —     | —  | —  |